# Gottfried Weilenmann
Gottfried Weilenmann   (Amriswil, 29 de març de 1920 - Brè-Aldesago, 8 de novembre de 2018) va ser un ciclista suís que fou professional entre 1945 i 1952.
Durant la seva carrera professional destaquen les victòries a la Volta a Suïssa de 1949 i el campionat de Suïssa en ruta de 1952. Aquest mateix any aconseguí la medalla de plata al Campionat del Món de ciclisme en ruta.
Era el germà gran de Léo Weilenmann.

## Palmarès
- 1942
  -  Campió de Suïssa en ruta amateur
- 1949
  - 1r de la Volta a Suïssa
- 1952
  -  Campió de Suïssa en ruta
  -  Medalla de plata al Campionat del Món de ciclisme en ruta

### Resultats al Tour de França
- 1947. 17è de la classificació general
- 1949. 39è de la classificació general
- 1950. 50è de la classificació general
- 1951. 50è de la classificació general
- 1952. 12è de la classificació general

### Resultats al Giro d'Itàlia
- 1950. 45è de la classificació general
- 1952. 39è de la classificació general